# 나카아라이촌
나카아라이촌(中新井村)은 도쿄부 기타토시마군에 존재했던 촌이다.

## 지리
현재의 네리마구에 해당한다.

## 역사
- 1889년 5월 1일 - 동년 4월 1일에 정촌제 시행에 수반해 나카아라이촌이 성립하였다.
- 1932년 10월 1일 - 도쿄부 정촌연합회 규정에 의해 도쿄시 이타바시구가 신설되어, 나카아라이촌은 폐지되었다.

## 교통

### 철도
- 무사시노 철도 (현 세이부 이케부쿠로선

## 참고문헌
- 『新編武蔵風土記稿』 巻ノ13豊島郡ノ5、内務省地理局、1884年6月。NDLJP:763977/37。
- 「中荒井村」『新編武蔵風土記稿』 巻ノ13豊島郡ノ5、内務省地理局、1884年6月。NDLJP:763977/39。
- 『北豊島郡中新井村現状調査』 東京市臨時市域擴張部、1931年。
- 練馬区史編さん協議会 編『練馬区史 歴史編』1982年。